# Parens scientiarum
Parens scientiarum (em latim: mãe do conhecimento, conhecimento ou ciências) é uma bula papal de Gregório IX, datada de 13 de abril de 1231. A bula garantiu a independência e o autogoverno da Universidade de Paris, onde o papa havia estudado teologia.
Segue uma política de concessão de um estatuto especial às universidades, nomeadamente as de Paris. O Rei havia iniciado essa política reconhecendo que os alunos dependiam da justiça eclesiástica (privilégio do fórum) enquanto lhes concedia sua proteção. Em 1215, o legado papal Roberto de Courçon concedeu à Universidade de Paris capacidade legal e, portanto, maior autonomia, ao mesmo tempo em que fortaleceu as regras disciplinares e morais que regem os estudos e a vida estudantil.
Em 1229, na terça-feira gorda, os alunos (desfrutando do status de eclesiásticos e sujeitos à disciplina e moral relacionadas) causaram problemas em uma taverna e foram expulsos dela; eles voltam para se vingar no dia seguinte () e criar um tumulto, destruindo a taverna e outros negócios. Exasperados por essas perturbações e pela falta de reação das autoridades eclesiásticas, Ordena a intervenção. A Universidade então lançou uma greve - na qual estudantes e professores foram estatutariamente obrigados a participar.
Para resolver esse conflito, o Papa Gregório IX, um ex-aluno ansioso por preservar o prestígio e a influência legal da universidade, estendeu os privilégios concedidos à Universidade de Paris por meio dessa bula (contra o conselho do rei e até do bispo de Paris, de acordo com o pontificalismo teocrático do qual Gregório IX, criador da Inquisição, foi um importante arquiteto). É uma questão de independência intelectual e jurídica. Assim, apenas o bispo de Paris é responsável pela ordem pública na universidade, e não o governo da cidade. No entanto, a universidade não é livre por causa da proibição de fontes "heréticas" como Aristóteles.
Para a historiadora Nathalie Gorochov, reconhece o direito de greve pela primeira vez. Ele permite que os professores da Universidade de Paris parem de trabalhar em Paris em três situações: em caso de descumprimento do limite de aluguel para moradia estudantil, se um professor ou aluno for ferido ou morto e a justiça não for feita, bem como em caso de prisão abusiva de estudantes ou professores pelo poder secular.